# Carlow (grevskap)

Carlow (iriska: Cheatharlach) är ett grevskap på Irland. Huvudort är Carlow vid floden Barrow.

## Städer och samhällen
- Ballon
- Carlow
- Muine Bheag (Bagenalstown)
- Myshall
- Tullow